# Pachycnema abdominalis
Pachycnema abdominalis är en skalbaggsart som beskrevs av Hermann Burmeister 1844. Pachycnema abdominalis ingår i släktet Pachycnema och familjen Melolonthidae. Inga underarter finns listade i Catalogue of Life.